# Václav Pondělíček

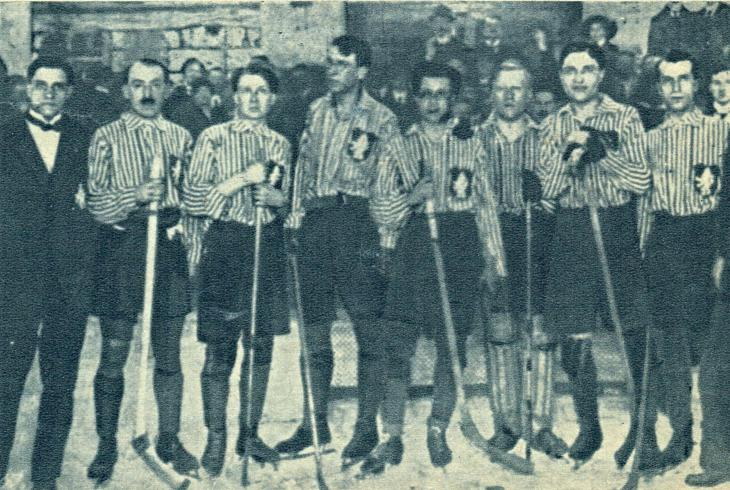
České hokejové mužstvo na mistrovství Evropy 1914, Václav Pondělíček první zleva

Václav Pondělíček (20. května 1888, Praha – 1982?) byl československý hokejový brankář. V sezóně 1913–1914 hrál v klubu SK Slavia Praha. V roce 1914 se zúčastnil Mistrovství Evropy v Berlíně, které česká reprezentace vyhrála. Václav Pondělíček nastoupil 25. února v prvním zápase proti Belgii, který skončil českým vítězstvím 9:1. Byl to jeho první a zároveň poslední zápas v reprezentaci. 

## Připomínka
V roce 2014 se objevil na sběratelské hokejové kartě v sérii věnované gólmanům.